# Achaemenides (Mythologie)
Achaemenides (altgriechisch Ἀχαιμενίδης Achaimenídēs) ist in der römischen Mythologie Sohn eines Adamastus aus Ithaka und einer der Begleiter des Odysseus, mit dem er gemeinsam auf Sizilien strandete. Als Odysseus mit anderen Gefährten aus der Höhle des Kyklopen Polyphem floh, ließen sie Achaemenides zurück. Aeneas rettete ihn, den einstigen Feind, auf Anraten des Anchises. Gemeinsam flohen sie vor Polyphem und den zurückkehrenden Kyklopen. Achaemenides führte sie an den Städten Siziliens vorbei zur Westküste der Insel und Aeneas brachte ihn nach Italien.
Da er bei Homer und überhaupt in der griechischen Mythologie nicht erwähnt wird, wurde seine Rolle von Vergil erfunden und bot ihm die Gelegenheit, die Großzügigkeit des Aeneas darzustellen.
Dante Alighieri erwähnt das Schicksal des Achaemenides in seiner vierten Ekloge.